# Bützow
Bützow là một thị xã ở huyện Güstrow trong bang Mecklenburg-Western Pomerania thuộc Đức. Thị xã có diện tích 39,7 km2, dân số thời điểm cuối năm 2006 là 7906 người.